# KUKL
KUKL war eine isländische Post-Punk-Band. Der Name ist mittelalterliches Isländisch und bedeutet Zauberei.

## Bandgeschichte

### Gründung
Die Band wurde im August 1983 gegründet, als Ásmundur Jónsson von der damals wichtigsten isländischen Plattenfirma Gramm eine Gruppe mit allen avantgardistischen Musikern dieser Zeit bilden wollte. Somit setzte sich die Band zusammen aus Björk Guðmundsdóttir, die gerade Frontfrau der Punkband Tappi Tíkarrass war, Einar Örn Benediktsson von Purrkur Pillnikk, Sigtryggur Baldursson und Guðlaugur Kristinn Óttarsson (genannt Godkrist) von der Band Þeyr, Einar Arnaldur Melax von Medúsa sowie Birgir Mogensen von der Band Spilafífl.

### Veröffentlichungen
Im Dezember 1983 veröffentlichten KUKL die Single Söngull mit der B-Seite Pökn (fyrir byrjendur). Der Titel Söngull erschien in abgewandelter Form und auf Englisch unter dem Namen Dismembered auf dem Album The Eye. Dieses wurde im Oktober 1984 über das Label Crass Records auf den Markt gebracht. Zu dem Lied Anna wurde auch ein Videoclip gedreht. Im Jahr 1985 folgte eine Europa-Tournee, im Juli desselben Jahres wurde das Live-Album KUKL à Paris 14.9.84 veröffentlicht. Das zweite Studioalbum Holidays in Europe (The Naughty Nought) erschien im Januar 1986, zu den Songs France (A Mutual Thrill) und Outward Flight (Psalm 323) gab es Videos.

### Auflösung
Nach den beiden Studioalben löste sich KUKL 1986 auf. Björk, Einar Örn, Einar Melax und Sigtryggur gründeten noch im gleichen Jahr die Sugarcubes (isländisch: Sykurmolarnir), zusammen mit Bragi Ólafsson als Bassist und Friðrik Erlingsson als Gitarrist (später durch Þór Eldon ersetzt). 

## Diskografie

### Single
- 1983: Söngull

### Alben
- 1984: The Eye
- 1985: KUKL à Paris 14.9.84
- 1986: Holidays In Europe (The Naughty Nought)